# 洛根·威廉姆斯
洛根·威廉姆斯（英語：Logan Williams；2003年4月9日—2020年4月2日）是加拿大一名儿童演员，他因饰演《闪电侠》中巴里·艾伦的少年时代而知名。

## 早年生活
洛根·威廉姆斯于2003年4月9日出生于加拿大不列颠哥伦比亚省温哥华市，并在高貴林市长大。洛根是家里的独生子，同时他也没有堂表兄弟。去世前，洛根·威廉姆斯就读于高贵林港地区的特里·福斯中学。

## 职业履历
洛根·威廉姆斯的第一个角色是在安妮·惠勒（Anne Wheeler）于2014年执导的电视电影《雨的颜色》（The Color of Rain）里饰演10岁的杰克（Jack）；该电影基于一个真实的故事而改编，讲述了两个失去亲人的家庭组成一个家庭的故事。
在2014年到2015年期间，洛根在CW电视网的电视剧《闪电侠》中饰演了葛兰特·格斯汀版闪电侠的少年时代。他在第一季和第二季里共出演了8集。格斯汀表示，他“不仅对洛根的才华印象深刻，而且对他在现场表现出来的专业素养也感到印象深刻”。本剧的另一位联合主演约翰·卫斯理·席普也称赞洛根“100%致力于饰演”他的角色并在现场受到欢迎。尽管洛根·威廉姆斯在《闪电侠》第二季中登场集数不多，但是他的签名卡还是出现在这一季的演员集换卡套装里；同时他也出现在第一季套装里。
洛根加入了演员工会-美国电视和广播艺人联合会后开始接连出演了《倾听心灵》（2014年－2016年）中的迈尔斯·蒙哥马利（Miles Montgomery），并演出了13集；以及《邪恶力量》中的马克思·约翰逊（Max Johnson）。同时他还出演了《天外来客》。
洛根·威廉姆斯赢得并提名了多个表演奖项，这其中就包括数个乔伊奖（Joey Award）。2015年，洛根因饰演巴里·艾伦而获得2015年度乔伊奖“8至12岁年龄段电视剧常设角色最佳男演员”。2015年，他还获得了加拿大电视与广播艺人联合会不列颠哥伦比亚省演员工会奖“最佳新人”的提名。

### 主要作品
| 作品名       | 上映年份       | 饰演角色          | 备注       |
| ------------ | -------------- | ----------------- | ---------- |
| 《倾听心灵》 | 2014年－2016年 | 米尔斯·蒙哥马利   | 共演出13集 |
| 《邪恶力量》 | 2015年         | 马克思·约翰逊     | 共演出1集  |
| 《闪电侠》   | 2014年－2015年 | 巴里·艾伦（少年） | 共演出8集  |
| 《天外来客》 | 2015年         | 艾略特（少年）    | 共演出1集  |
| 《雨的颜色》 | 2014年         | 杰克              | 电视电影   |

### 奖项荣誉
| 年份   | 奖项                       | 被提名类别                     | 被提名作品   | 结果 |
| ------ | -------------------------- | ------------------------------ | ------------ | ---- |
| 2016年 | 乔伊奖                     | 最佳电视剧演出团队             | 《倾听心灵》 | 獲獎 |
| 2015年 | 不列颠哥伦比亚省演员工会奖 | 最佳新人演员                   | 《闪电侠》   | 提名 |
| 2014年 | 乔伊奖                     | 最佳电视剧新人演出团队         | 《倾听心灵》 | 獲獎 |
| 2014年 | 乔伊奖                     | 10至19岁年龄段最佳电视剧男主角 | 《倾听心灵》 | 提名 |

## 死讯讣告
洛根·威廉姆斯于2020年4月2日去世，得年16岁。其死因為吩坦尼過量。葛兰特·格斯汀在社交媒体上的致哀中写道，这则消息是“毁灭性的”并将洛根的去世描述成突如其来，同时也称他们正在经历“异常而艰难的时刻”。曾共演过《倾听心灵》的联合主演艾琳·克拉克则表示她此刻是“心碎的”。
洛根·威廉姆斯的死讯是由其母亲告之媒体，并表示由于加拿大冠状病毒疫情所执行的社交隔离令而致使全家无法为之举行哀悼仪式。